# Nordisk kombination vid olympiska vinterspelen 1980
Resultat från tävlingarna i Nordisk kombination vid olympiska vinterspelen 1980 i Lake Placid, New York, USA. Ulrich Wehling, Östtyskland blev först att vinna tre raka individuella guldmedaljer vid samma distans vid olympiska vinterspel..

## Resultat

### Herrar
| Pl.    | Namn                    | Land    |
| ------ | ----------------------- | ------- |
| Gold   | Ulrich Wehling (GDR)    | 432.200 |
| Silver | Jouko Karjalainen (FIN) | 429.500 |
| Brons  | Konrad Winkler (GDR)    | 425.320 |
| 4      | Tom Sandberg (NOR)      | 418.465 |
| 5      | Uwe Dotzauer (GDR)      | 418.415 |
| 6      | Karl Lustenberger (SUI) | 412.210 |
| 7      | Aleksandr Majorov (URS) | 409.135 |
| 8      | Günther Schmieder (GDR) | 404.075 |